# Rhaphidura sabini
Rhaphidura sabini е вид птица от семейство Бързолетови (Apodidae).

## Разпространение
Видът е разпространен в Ангола, Габон, Гана, Гвинея, Екваториална Гвинея, Камерун, Демократична република Конго, Република Конго, Кот д'Ивоар, Кения, Либерия, Нигерия, Сиера Леоне, Уганда и Централноафриканската република.